# Niemals allein, immer zusammen
Niemals allein, immer zusammen ist ein deutscher Dokumentarfilm der Regisseurin Joana Georgi. Der Film kam am 13. Juni 2024 in die deutschen Kinos.

## Inhalt
Die Aktivisten treffen sich zu Beginn in einer Wohnung und tauschen sich über ihren Aktivismus in Berlin aus. Dann werden jeweils einzelne Protagonisten gezeigt, wie sie sich organisieren oder über ihre Beweggründe erzählen.
Quang trifft sich mit einer Freundin im Ernst-Thälmann-Park, um Fotos für eine anstehende Podiumsdiskussion als Werbung zu machen. Danach erzählt er, wie anders die Mentalität seiner Eltern war, die als Vertragsarbeiter in die DDR kamen und für die Rassismus zum Alltag gehörte. Danach moderiert er die Diskussion in der Urania zum Thema Widerstand gegen rechts in Ostdeutschland. Einige Tage später ist er als Pressesprecher von Fridays for Future zu sehen.
Zaza macht eine Ausbildung zur Pflegefachkraft und organisiert die Auszubildenden für einen durch ver.di organisierten Streik. Bei einem Vernetzungstreffen trifft er sich mit Gleichgesinnten und diskutiert über die Wahrnehmung von Streiks und die Lebenssituation von Auszubildenden. Zurück in seiner Wohnung malt er mit einem Freund Plakate und lässt durchscheinen, wie sehr ihn die Kombination aus Ausbildung und Aktivismus belastet. Danach ist er bei einer Demo von ver.di zu sehen, bei der er auch auf andere Protagonisten der Reportage stößt.
Feline ist alleinerziehende Mutter und kreiert eine Torte mit den Gesichtern der Mordopfer vom Anschlag in Hanau. Dies kann sie nur durch Spenden finanzieren und lässt das Ergebnis zugleich Erwerbslosen zukommen. Als ihre Tochter nach Hause kommt, versucht sie ihr den Klassenkampf nahe zu bringen. Später trifft sie sich mit Patricia und Simin an einem See, um über die Organisation von linkem Aktivismus zu diskutieren.
Patricia setzt sich für die Initiative Deutsche Wohnen & Co. enteignen ein und trifft dabei in einem Ortsbüro der Linken auf einen Politiker mit Migrationshintergrund. Beide setzen sich neben politischen Initiativen für die Nöte der Menschen in ihrem Kiez ein und wollen die Lebenssituation verbessern. Außerdem macht sie Social Media Content für die Initiative.
Simin hat Wurzeln im Iran und setzt sich folglich für Gleichberechtigung von Migranten in Deutschland ein. Bei einer Gedenkveranstaltung zu zehn Jahren Besetzung des Oranienplatzes hält sie eine aufputschende Rede gegen die Bullen und die Aufrüstung. Zuletzt spricht sie sich bei einer weiteren Podiumsdiskussion in der Urania bei Anwesenheit der befreundeten Aktivisten für Kooperation der linken Aktivisten ein.

## Produktion
Regisseurin Joana Georgi drehte den Film mit den Protagonisten über das Jahr 2022 hinweg. Dafür erhielt sie keine Fördergelder. Dies sei, eine Trotzreaktion auf die Filmbranche und die politische Lethargie während der Pandemie gewesen.
Der Film wurde von „Moving Media“ produziert und wird von Verleih „Neue Visionen“ vertrieben.

## Rezeption
Kathrin Häger für den Filmdienst: „Unterm Strich präsentiert „Niemals allein, immer zusammen“ einen kurzweiligen Einblick in ein bewundernswertes, mit vielen geteiltes Engagement, das trotz kleiner Erfolge immer mehr ins Leere zu laufen scheint. Das System aus sozialer Ungerechtigkeit, Turbokapitalismus und politischem Klima-Desaster scheint so ungerecht und für zukünftige Generationen so desaströs wie zuvor. Die Frage, warum das so ist, und wie die Akteure auf diese Stagnation reagieren, beantwortet der Film nicht. Er bleibt den Versuch, einen Weg aus der Krise zu skizzieren, schuldig.“
Nicolai Hagedorn für nd: „So ist »Niemals allein, immer zusammen« eine sehr unterhaltsame und optimistische Feel-Good-Doku über linksradikalen Aktivismus, die ihre stärksten Momente immer dann hat, wenn es zur Sache geht, wenn wir etwa von Zaza erfahren, wie belastend ein Pflegeberuf ist.“
Sarah Laysan für die TAZ: „Das Engagement der Aktivist*innen ist inspirierend, erfrischend und hoffnungsvoll. Ihr Zusammenhalt macht Mut. Gemeinsam schaffen sie Utopien einer Welt, in der alle Menschen frei leben können – ohne dabei naiv zu wirken. Georgi, selbst in sozialen Bewegungen organisiert, wirft einen authentischen Blick darauf, was es bedeutet, für eine gerechtere Welt zu kämpfen. Dafür brauche es kollektiven Zusammenhalt, sagt sie.“